# Jöns Budde
Jöns Andersson Budde, auch bekannt als Jöns Räk, (* ca. 1437; † 1491) war ein Mönch im Kloster von Naantali im heutigen Finnland. Er ist die erste namentlich bekannte Person der finnischen Literaturgeschichte.

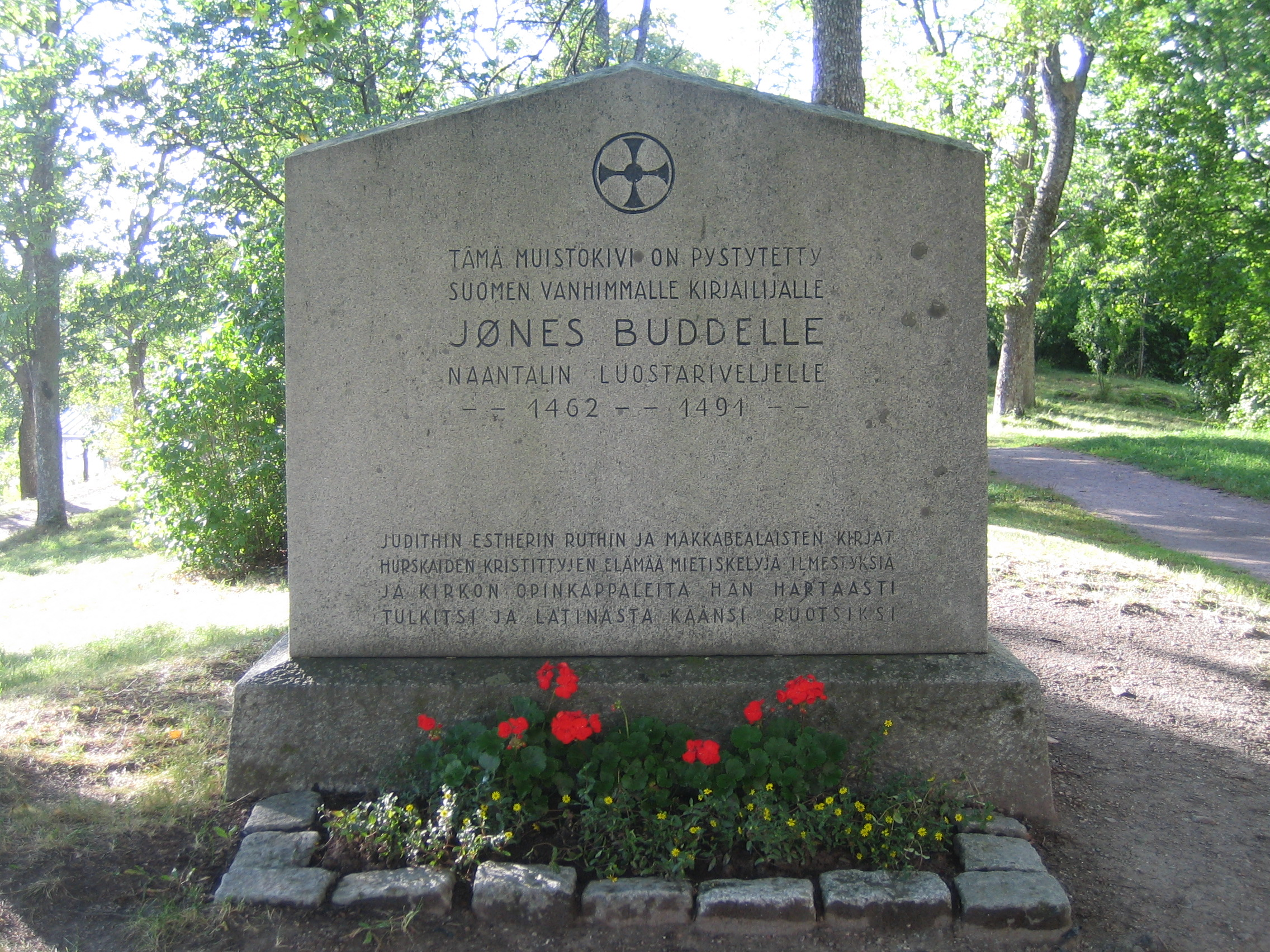
Gedenkstein in Naantali

## Leben
Jöns Budde wahrscheinlich um das Jahr 1437 geboren. Aus seiner Sprache schließt man, dass er aus dem schwedischsprachigen Österbotten stammte. Nachdem er 1461 oder 1462 dem Birgittenorden beigetreten war, wirkte Budde in den Klöstern Vadstena in Schweden und Naantali im heutigen Finnland. Dort übersetzte er in den Jahren von 1469 bis 1491 lateinischsprachige geistliche Literatur ins Schwedische. Dazu gehören:
- der Liber specialis gratiae der Mechthild von Hackeborn
- Viridiarium celeste Sancte Birgitte, eine gekürzte Fassung der Visionen der Heiligen Birgitta
- das von einem unbekannten Autor verfasste Werk Claustrum animae
- die Mediationes des Bernhard von Clairvaux
- die Bücher Judit, Ester, Rut und Teile der Makkabäerbücher des Alten Testaments.

Seiner ersten Übersetzung, dem Liber specialis gratiae, fügte er ein Nachwort an, in dem er eine von ihm erlebte Offenbarung beschreibt. Hierbei handelt es sich um den ältesten bekannten persönlich gehaltenen Text eines finnischen Autors. Handschriftliche Texte Buddes sind in einem zwischen 1487 und 1491 in Naantali verfassten Band erhalten, in dem zehn von ihm übersetzte Texte zusammengebunden sind. Das Buch ist heute als Jöns Buddes bok („Das Buch des Jöns Budde“) bekannt und wird in der Königlichen Bibliothek zu Stockholm aufbewahrt.